# Princess Victoria
La Princess Victoria fu una nave traghetto appartenente alla British Railways, costruita nel 1946.
Naufragò il 31 gennaio 1953 durante una tempesta. Fu il peggior disastro marittimo nelle acque territoriali britanniche dopo la seconda guerra mondiale.

## Costruzione
La Princess Victoria è stata costruita dal cantiere William Denny and Brothers a Dumbarton. Fu il primo traghetto fabbricato per le acque britanniche nonché il quarto in ordine cronologico a portare lo stesso nome. Nonostante il suo innovativo sistema di carico, l'aspetto esteriore era molto simile a quello del suo predecessore.

## Operatività
Fu assegnato dalle British Railways per il servizio da Stranraer in Scozia a Larne nell'Irlanda del Nord.

## Relitto
Affondò nel canale del Nord tra Scozia e Irlanda il 31 gennaio 1953 a causa di una forte tempesta; 132 persone sono morte e solo 40 sono sopravvissute. L'ufficiale radiofonico era David Broadfoot.